# كلية الحقوق والعلوم السياسية والعلاقات الدولية بسكرة
كلية الحقوق والعلوم الاقتصادية، بسكرة، الجزائر، أنشئت بموجب مرسوم 98-219 المؤرخ في 7 يوليو 1998 المتضمن إنشاء جامعة بسكرة، ثم عدل المرسوم المذكور بمرسوم تنفيذي رقم 04- 255 مؤرخ في 29 أغسطس 2004 حيث جرى فصل كلية الحقوق عن كلية الاقتصاد وأُطلق عليها اسم كلية الحقوق والعلوم السياسية، وتشمل قسمين: قسم الحقوق، وقسم العلوم السياسية والعلاقات الدولية.

## المحكمة التجريبية
تم افتتاح المحكمة التجريبية خلال الموسم الدراسي 2010/2011، وهي مخصصة لطلبة قسم الحقوق، يتم من خلالها ربط الجانب النظري بالجانب التطبيقي للدراسة، مع امكانية فتح دورات تدريبية